# 平井健太
平井 健太（ひらい けんた、1994年5月7日 - ）は、日本の競泳選手。セントラルスポーツ所属。種目はバタフライ。

## 経歴
千葉県出身。明治大学卒業。2011年世界ジュニア選手権200mバタフライ優勝。